# Federação Portuguesa de Badminton
A Federação Portuguesa de Badminton (FPB) é a federação que orienta e regulamenta as competições de badmínton em Portugal.
Está filiada ao Comité Olímpico de Portugal. Tem a sua sede nas Caldas da Rainha, onde está situado o Centro de Alto Rendimento (CAR), onde uma variedade de competições nacionais e internacionais são realizadas.

## História
A Federação Portuguesa de Badminton foi fundada a 1 de julho de 1954, cujo primeiro presidente foi Henrique Pinto. Em março de 1955, filiou-se na Federação Mundial de Badminton, na época conhecida como Federação Internacional de Badminton. Em 1977 filiou-se na Confederação de Badminton da Europa, conhecida na época como União Europeia de Badminton.

## Competições organizadas
- Portugal International
- Campeonato Nacional de Seniores
- Campeonato Nacional de Equipas
- Campeonato Nacional de Juniores